# Venticello
Franco Bertarelli, detto Venticello, è un personaggio di fantasia ideato dallo sceneggiatore Mario Amendola e dal regista Bruno Corbucci e interpretato da Bombolo in nove film tra il 1977 e il 1984.

## Personaggio
Franco Bertarelli, detto Venticello, a causa delle frequenti e imbarazzanti flatulenze che produce in circostanze inopportune, è un ladruncolo di borgata con una sorella e che vive con la madre e che a causa della sua goffaggine spesso finisce per essere colto in flagranza di reato dalle forze dell'ordine, in particolare dal Maresciallo Nico Giraldi. 
Nonostante combatta sul fronte opposto a Giraldi, Venticello è un amico di vecchia data del poliziotto in quanto i due erano un tempo dediti a furti e a truffe di vario tipo.
Pur comparendo in 9 film in cui è protagonista Giraldi, Venticello assume ruoli importanti solo in alcuni film, specialmente in Delitto a Porta Romana, dove è l'unico testimone di un omicidio, mentre in altri è solo un personaggio marginale. 
Venticello è legato sentimentalmente ad una ragazza piuttosto disinibita, tale "Bocconotti Cinzia", interpretata da Gabriella Giorgelli, apparsa per la prima e unica volta in Delitto sull'autostrada.
Nella sua prima apparizione in Squadra antifurto è chiamato "Er Trippa" , mentre in Delitto al ristorante cinese, "Bombolo", ma in entrambi non si può affermare essere lo stesso personaggio, pur avendo stesse caratteristiche di Venticello.

## Caratteristiche
È uno sfegatato tifoso della Roma, ma nell'ultimo film della saga, Delitto al Blue Gay , diventa stranamente juventino, affermando di essersi prima d'ora finto giallorosso.
Venticello viene spesso schiaffeggiato da Giraldi per la sua reticenza nel confessare la verità o perché colto a rubare: lo stesso Tomas Milian ebbe da ridire in un'intervista anni dopo sul comportamento del poliziotto nei confronti dell'amico, in quanto lo riteneva un possibile abuso di potere.

## Amici e colleghi
Venticello non sembra avere amici se si esclude Nico Giraldi. Infatti, ad ogni pellicola interpretata, il personaggio interpretato da Bombolo si trova coinvolto in una storia diversa, e cambiano attorno a lui anche parte dei personaggi. Si può dire in ogni caso che Venticello è ben conosciuto dalla famiglia e dai colleghi del poliziotto, tanto che una volta riceve l'ordine di accompagnare la moglie e il figlio di Giraldi in una località sicura quando il poliziotto teme per la loro incolumità in Delitto in Formula Uno.

## Filmografia
1. Squadra antifurto (1976) - nominato Er trippa
2. Squadra antitruffa (1977)
3. Squadra antimafia (1978)
4. Assassinio sul Tevere (1979)
5. Delitto a Porta Romana (1980)
6. Delitto al ristorante cinese (1981)
7. Delitto sull'autostrada (1982)
8. Delitto in Formula Uno (1984)
9. Delitto al Blue Gay (1984)